# Cutler (Illinois)
Cutler è un villaggio degli Stati Uniti d'America, situato nello Stato dell'Illinois, nella contea di Perry.